# Subsolid personlighet
Subsolid personlighet är en personlighetstyp som saknar fasthet och egen identitet. Bristen på personlighetskärna hindrar samordning i personens strävanden.
En subsolid person känner ängsligt av hur omgivningen reagerar på personens göranden och låtanden, personen tar färg av omgivningen och väljer eller smittas av det sätt att framträda som bäst gagnar honom eller henne. Personens handlande saknar konsekvens och känslolivet är labilt. Den subsolida är charmören och hysterikern – lycklig och framgångsrik så länge han eller hon förmår tändas av omgivningens psykologiska klimat. Men personen är ombytlig, som en kameleont, reagerar följsamt och känsligt på ledande opinioner och suger dem in i sig. I avsaknad av egentlig egen substans blir posen det viktiga, personen får ett behov av att dramatisera och väcka uppmärksamhet.
Begreppet härrör från Henrik Sjöbrings personlighetsmodell, utvecklad i Struktur och utveckling (Lund 1958).